# Gilda dalla Rizza
Gilda Dalla Rizza (* Verona, 1892 - † Milán, 1975) fue una de las más importantes sopranos italianas de su época, nacida en Verona debutó en Bolonia en Werther de Massenet se destacó por sus condiciones de actriz-cantante y bella estampa.
Especialista en el repertorio del verismo fue favorita de Giacomo Puccini en los personajes de Suor Angelica, Lauretta de Gianni Schicchi y Magda en La rondine en su estreno mundial de 1917. Participó en los estrenos mundiales de Il piccolo Marat de Mascagni y Giulietta e Romeo de Riccardo Zandonai de quien también cantó Francesca da Rimini.
Fue favorita en Covent Garden, La Scala - donde cantó una recordada La Traviata dirigida por Arturo Toscanini -, Monte Carlo y en el Teatro Colón y Teatro Coliseo de Buenos Aires donde cantó Manon Lescaut con Aureliano Pertile, Francesca da Rimini y Minnie de La fanciulla del West
Se retiró en 1939 dedicándose a la enseñanza en Venecia. Murió en la Casa Verdi en 1975.